# Xysticus sjostedti
Xysticus sjostedti là một loài nhện trong họ Thomisidae.
Loài này thuộc chi Xysticus. Xysticus sjostedti được Ehrenfried Schenkel-Haas miêu tả năm 1936.